# Chimix Primera
Chimix Primera är en ort i Mexiko.   Den ligger i kommunen Chenalhó och delstaten Chiapas, i den sydöstra delen av landet, 800 km öster om huvudstaden Mexico City. Chimix Primera ligger 1 172 meter över havet och antalet invånare är 175.
Terrängen runt Chimix Primera är kuperad åt sydväst, men åt nordost är den bergig. Terrängen runt Chimix Primera sluttar norrut. Runt Chimix Primera är det ganska tätbefolkat, med 111 invånare per kvadratkilometer. Närmaste större samhälle är Pantelhó, 6,0 km öster om Chimix Primera. I omgivningarna runt Chimix Primera växer i huvudsak städsegrön lövskog.